# سولیمی کارابالو
سولیمی کارابالو (به انگلیسی: Soleymi Caraballo،  زادهٔ ۱۷ ژوئن ۱۹۹۴) یک کشتی‌گیر آزادکار اهل کشور ونزوئلا است. وی سابقه حضور در المپیک ۲۰۲۴ پاریس را دارد.  